# Girolamo Caluschi
Girolamo Caluschi (detto anche Girolamo da Mesero; Mesero, 1524 – Lione, 1584) è stato un presbitero e predicatore italiano.

## Biografia
Girolamo Caluschi nacque nel 1524 a Mesero, in provincia di Milano, rampollo di una nobile famiglia milanese che si era portata in campagna dopo lo scoppio della peste. Era figlio di Lorenzo.
Dopo aver condotto una giovinezza dissoluta, decise a vent'anni di convertirsi e decise di entrare nell'ordine dei Cappuccini, abbandonando le proprie ricchezze e conducendo una vita in pentimento.
Ammirato per le sue doti di predicatore, venne nominato guardiano nel convento di Vercelli; fu poi dal 1574 commissario generale e poi padre provinciale della provincia di Lione dei cappuccini, in Francia, che aveva competenze anche sulla contea di Avignone e su quella di Provenza. In questo periodo gli vengono attribuiti alcuni eventi miracolosi ed in particolare alcune predizioni; nello specifico, secondo quanto riportato dal Boverio, avrebbe domato dei mastini feroci col semplice segno della croce ed avrebbe indotto una cicala a lodare il signore. Veniva inoltre regolarmente inteso dai francesi, pur predicando in italiano, unica lingua che conosceva. Combatté anche l'eresia protestante che si stava diffondendo all'epoca nel regno di Francia.
Morì a Lione nel 1584 e venne sepolto nella locale chiesa di San Francesco. Dopo ventiquattro anni, quando il suo corpo venne dissepolto, il suo cervello fu trovato intatto.